# Tống Đái công
Tống Đái công hay Tống Đới công (chữ Hán: 宋戴公; trị vì: 799 TCN-766 TCN), tên Bạch(白) hoặc Huy(撝), tự Vũ Trang(武莊)  là vị vua thứ 11 của nước Tống – chư hầu nhà Chu trong lịch sử Trung Quốc.
Tống Đái công là con của Tống Ai công – vua thứ 10 nước Tống. Năm 800 TCN, Ai công mất cùng năm với ông nội Huệ công, Đái công lên nối ngôi.
Năm 766 TCN, Tống Đái công qua đời. Ông làm vua được 34 năm. Con ông là Tử Tư Không lên nối ngôi, tức là Tống Vũ công.

## Cải cách
Khi lên ngôi,ngay lần nghị chính đầu tiên ông đã cho thi hành 4 điều
1. Bãi bỏ ruộng đất của công tộc, giảm tô thuế từ 1/10 xuống còn 1/12
2. Ngưng nấu rượu trong nước
3. Chỉ khi tiếp đãi khách từ nước ngoài mới dùng rượu
4. giảm các chi phí trong cung,bản thân ông một bữa cũng chỉ có 2 món

Tống Đái công thương dân như con, khi có thiên tai, Đái công lập tức hạ lệnh mở kho thóc để cứu giúp người bị nạn, cứu người bị thương, xây nhà, tế trời đất, mọi tội lỗi đều chịu bản thân,  được mọi người khen. Đái Công nhân từ, chính trực, thương dân, khiêm tốn khoan dung độ lượng, láng giềng tốt, chưa bao giờ tranh chấp với các nước. Để khắc phục thiên tai, nâng cao năng suất nông nghiệp, Đới Công đã đích thân xuống tận hiện trường để xem và nghiên cứu cách mở rộng sản xuất. Vài năm sau, hầu hết nước Tống đều sử dụng nông cụ mới, vùng sản xuất nông cụ mới cũng được thành lập, từ đó nước Tống từng bước phát triển và ngày càng lớn mạnh, chiếm chỗ đứng trong lòng các thế lực ngoại bang.
- Cái chết

Tống Đái công suốt đời siêng năng, tiết kiệm, ngày đêm làm việc cho đất nước, và ông bị ốm vì làm việc quá sức. Sau khi ông qua đời, Chu Bình vương đã ban thụy hiệu là “Đái” và tổ chức quốc tang, dân chúng đi đường dài,  già trẻ, từ bốn phương tám hướng đổ về kinh thành. Xung quanh mộ là những đám đông không thể không quỳ lạy, một số đến từ khắp nước Tống, một số đến từ các nước láng giềng đã nhận được ân sủng của Tống Đái công.

## Đái công hậu duệ
Tống đới công hậu duệ có Đới, Tống, Võ, Tuyên, Mục, Tiêu, Nhạc, Thạch, Hoa, Hoàng, Hoàng Phủ, Đông Hương, Hoàn, Hướng, Chung, Tông, Mục Di, Mục, Ngư, Mặc Đài, Mặc, Ty Thành, Hữu Sư, Xá, Lão, Sóc, Chúc Kỳ, Trọng, Đãng, Biên, Tích, Ty Mã, Ty Khấu, Ty Đồ, Ty, Lân, tất cả hơn 100 trăm họ

## Thủy tổ họ Đới(Đái)
Hậu thế truy thụy Đới công, Tống Đới công truyền vị cho đích tử Tống Vũ công, sau này con cháu lấy thụy hiệu của ông làm họ, hình thành họ Đới.